# Bigorna (osso)
O osso bigorna é um pequeno osso (ossículo) em forma de bigorna localizado na região de ouvido médio . Essa estrutura se conecta ao osso martelo e ao osso estribo. Juntos, esses ossos têm a função de transmitir e amplificar as vibrações sonoras que chegam da membrana timpânica para o estribo, o qual, por sua vez, as transfere para a janela oval na orelha interna. 
A bigorna (Incus) consiste de um corpo, um processo curto (+ 5 milímetros), um processo longo (+ 7 milímetros) e o processo lenticular. O processo curto é mais espesso do que o longo e ambos divergem a partir do corpo, formando um ângulo de 100º mais ou menos. Assemelhase a um dente pré-molar, com duas raízes divergentes, comparáveis aos processos longo e curto. O corpo da bigorna é aproximadamente cubóide e apresenta uma face articular em forma de cela, para se articular com a face correspondente da cabeça do martelo. O processo curto da bigorna estendese posteriormente, ocupando a fossa da bigorna onde está fixo por um ligamento. O processo longo estende-se para baixo, paralelo ao manúbrio do martelo, terminando no processo lenticular, que exibe uma face convexa onde se encaixa a superfície côncava da cabeça do estribo para formar a articulação . 
Este ossículo foi descrito pela primeira vez por Alessandro Achillin de Bologna. 
O osso bigorna existe somente nos mamíferos, e é derivado de um osso da mandíbula superior dos répteis, o osso quadrado.